# Linyi
Linyi is een stad en prefectuur in het zuiden van de noordoostelijke provincie Shandong, Volksrepubliek China. 
Linyi grenst in het oosten aan Rizhao, in het noordoosten aan Weifang, in het noorden aan Zibo, in het noordwesten aan Tai'an, in het westen aan Jining, in het zuidwesten aan Zaozhuang en in het zuiden aan de provincie Jiangsu. Bij de volkstelling van 2020 had de prefectuur 11 miljoen inwoners. De stad zelf en diens agglomeratie heeft 4,65 miljoen inwoners.
Op 25 juli 1668 verwoestte een aardbeving met een magnitude van 8,5 Ms, waarvan het epicentrum zich in de buurt van Linyi bevond, de stad volledig en geen enkel gebouw bleef overeind. Ruim 6.900 inwoners kwamen om het leven.